# Un passo indietro
Un passo indietro è un singolo del gruppo musicale italiano Negramaro, pubblicato il 5 settembre 2008 come quinto estratto dal quarto album in studio La finestra.

## Video musicale
Il videoclip del brano, realizzato totalmente in bianco e nero, è diretto da Giuliano Sangiorgi e Tiziano Russo, e mostra i membri del gruppo nel loro tempo libero, intenti a scrivere e comporre musica, cucinare, fare sport e cimentarsi in altre attività, il tutto prima di un appuntamento importante per la band, il concerto a San Siro.

## Tracce
1. Un passo indietro – 3:55